# 신묘삼월 문무과전시방목
신묘삼월 문무과전시방목(辛卯三月 文武科殿試榜目)은 서울특별시 서초구에 있는 조선시대의 금속활자본 책이다. 2016년 1월 7일 대한민국의 보물 제1884호로 지정되었다.

## 개요
조사본 ｢신묘삼월 문무과전시방목｣은 성화 7년(1471, 성종 2) 3월에 치러진 별시(別試)의 문무과(文武科) 합격자를 수록한 명단으로 현재 공개된 자료 가운데 가장 앞서는 유물이다. 또한 과시(科試)에 합격한 조빈(趙鑌)이 발문(跋文)을 직접 지어 수록하였다는 특별한 점도 보여주고 있다. 더욱 현재 전하는 인본이 적은 을유자 중간자(乙酉字 中間字)만으로 인출(印出)되었다는 점에서 서지학적(書誌学的)으로 귀중한 자료이다.

## 참고 자료
- 신묘삼월 문무과전시방목 - 국가유산청 국가유산포털